# Polyodaspis ferruginea
Polyodaspis ferruginea är en tvåvingeart som beskrevs av Yang 2003. Polyodaspis ferruginea ingår i släktet Polyodaspis och familjen fritflugor. Inga underarter finns listade i Catalogue of Life.